# Jean-Patrick Wakanumuné
Jean-Patrick Wakanumuné (né le 13 mars 1980 en Nouvelle-Calédonie) est un joueur de football français (international néo-calédonien), qui évolue au poste de défenseur.
Son frère Joël, est également footballeur.

## Biographie

### Carrière en sélection
Avec l'équipe de Nouvelle-Calédonie, il joue 20 matchs (pour aucun but inscrit) entre 2007 et 2013. 
Il figure dans le groupe des sélectionnés lors des Coupes d'Océanie de 2008 et de 2012, où son équipe atteint à chaque fois la finale.

## Palmarès
| AS Mont-Dore - Championnat de Nouvelle-Calédonie (2) : - Champion : 2010 et 2011. - Coupe de Nouvelle-Calédonie (2) : - Vainqueur : 2008 et 2009. |  | Nouvelle-Calédonie - Coupe d'Océanie : - Finaliste : 2008 et 2012 |